# Pikria Chikhradze
Pour les articles homonymes, voir Chikhradze.
Pikria Chikhradze (en géorgien: ფიქრია ჩიხრაძე), née le 27 avril 1966, est une femme politique géorgienne. Elle est une figure de proue du parti d'opposition Nouvelle droite depuis 1999, puis du parti Lelo pour la Géorgie, avec lequel son ancien parti a fusionné en 2019. Elle a été membre du Parlement de Géorgie de 1995 à 2008 et conseillère politique du président de Géorgie de 2015 à 2018.

## Biographie
Née dans la ville d'Oni dans ce qui était alors la Géorgie soviétique, Chikhradze obtient un diplôme en philologie en 1989 à l'Université d'État de Tbilissi ainsi qu'un diplôme en anthropologie chrétienne en 1993 à l'Académie théologique de Tbilissi. À la fin des années 1980, elle est une militante étudiante pro-indépendance de premier plan et aidé à organiser un groupe de jeunes vigilants chargé de protéger les monuments menacés de la culture matérielle géorgienne. Entre 1990 et 1996, elle enseigne dans une école de Tbilissi et travaille au laboratoire d'études de la culture chrétienne de l'Université d'État de Tbilissi. Pendant cette période de bouleversement politique en Géorgie post-soviétique, de 1994 à 1995, elle également édite l'un des premiers quotidiens géorgiens indépendants, Iveria-Express.

### Membre du Parlement
L'implication plus directe de Chikhradze dans la politique nationale commence en 1995, lorsqu'elle est élue au Parlement de Géorgie sur la liste de l'Union des citoyens de Géorgie (en) (CUG) présidée par Edouard Chevardnadze. Elle se heurte rapidement à Shevardnadze et au président parlementaire Zourab Jvania sur un certain nombre de questions, y compris la télévision privée Rustavi 2. Dans le nouveau Parlement de 1999 à 2004, elle entre en tant que membre de la Nouvelle Droite, un nouveau parti conservateur pro-occidental et libéral, et finit présidente de son groupe parlementaire. Avec la Nouvelle Droite, elle est dans l'opposition parlementaire à Mikheil Saakachvili et à son gouvernement qui est porté au pouvoir lors de la Révolution des Roses de novembre 2003. Parallèlement, de 1999 à 2008, elle siège à l'Assemblée parlementaire du Conseil de l'Europe au sein du Parti populaire européen.

### Suite de sa carrière
En 2008, Chikhradze remporte de nouveau un mandat au Parlement mais refuse d'accepter son siège en raison d'un prétendu trucage de vote par le gouvernement Saakachvili. En janvier 2013, elle devient présidente de la Nouvelle Droite, poste qu'elle quitte pour accepter la proposition du président Guiorgui Margvelachvili de devenir conseiller et secrétaire politique au sein de son cabinet. Après la fin du mandat de Margvelachvili en 2018, divers groupes d'opposition se rassemblent contre le parti au pouvoir Rêve géorgien dans leur quête d'une réforme électorale, Chikhradze s'exprime à nouveau dans l'opposition et, avec la Nouvelle Droite, rejoint en décembre 2019 le nouveau parti politique Lelo pour la Géorgie, présidé par l'entrepreneur Mamouka Khazaradze.
En 2020, elle accuse le sénateur néerlandais Tiny Kox de travailler secrètement pour la Russie contre l'opposition géorgienne.